# Quốc kỳ Gabon
Quốc kỳ Gabon (tiếng Pháp: drapeau du Gabon) là một lá cờ tam tài bao gồm ba dải màu xanh lá cây, vàng và xanh lam nằm ngang. Lá cờ này được thông qua vào năm 1960 để thay thế lá cờ thuộc địa trước đó của Pháp – có bao gồm quốc kỳ Pháp ở góc trái. Đây là lá cờ chính thức của Cộng hòa Gabon kể từ khi đất nước giành độc lập vào năm đó. Thiết kế của lá cờ hiện tại đòi hỏi phải loại bỏ những yếu tố của cờ Pháp và mở rộng dải màu vàng ở trung tâm.

## Lịch sử
Người Pháp giành quyền kiểm soát Gabon vào năm 1839, khi người thủ lĩnh địa phương giao chủ quyền đất đai của mình cho Pháp. Hội nghị Berlin năm 1885 đã củng cố yêu sách của Pháp đối với Gabon thông qua sự công nhận ngoại giao và sau đó trở thành một phần của Châu Phi Xích đạo thuộc Pháp năm 1910. Dưới sự cai trị của thực dân Pháp đối với Gabon, chính quyền đã cấm thuộc địa sử dụng quốc kỳ của riêng mình, do họ lo ngại rằng điều này có thể làm gia tăng tình cảm dân tộc và dẫn đến lời kêu gọi độc lập. Tuy nhiên, với sự phát triển của phong trào phi thực dân hóa ở châu Phi, người Pháp có nghĩa vụ trao quyền tự trị hạn chế cho Gabon như một nước cộng hòa tự trị trong Cộng đồng Pháp. Quyền tự trị này chính thức được cấp cho Gabon vào năm 1958 sau khi một cuộc trưng cầu dân ý được tổ chức ủng hộ đề xuất này.
Gabon – được coi là "một trong những bước tiến lớn" của các thuộc địa Pháp – nhanh chóng thiết kế một lá cờ mới và chính thức áp dụng một năm sau đó (năm 1959). Quốc kỳ này có ba màu nằm ngang giống hệt với lá cờ hiện tại, nhưng với dải màu vàng ở giữa hẹp hơn dải màu xanh lá cây và màu xanh bao quanh nó. Cờ của Pháp được trịnh trọng đặt ở một góc trên lá quốc kỳ, khiến Gabon trở thành nước cộng hòa tự trị duy nhất của Pháp ở châu Phi có "liên kết tượng trưng" này với Pháp.
Vào ngày 9 tháng 8 năm 1960 – chỉ hơn một tuần trước khi Gabon trở thành một quốc gia độc lập vào ngày 17 tháng 8 – lá cờ đã được sửa đổi một chút. Sự thay đổi đòi hỏi phải loại bỏ quốc kỳ Pháp ở góc đồng thời mở rộng dải màu vàng ở trung tâm, giúp chiều rộng của nó bằng với hai dải màu khác.

## Thiết kế

### Tượng trưng
Màu sắc và biểu tượng của quốc kỳ Gabon mang ý nghĩa văn hóa, chính trị và khu vực. Màu vàng tượng trưng cho đường xích đạo cắt ngang qua nước này, đồng thời tượng trưng cho mặt trời. Màu xanh lá cây làm nổi bật tài nguyên thiên nhiên của Gabon cũng như "khu vực rừng rộng lớn" mà nền kinh tế khai thác lâm sản của Gabon phụ thuộc vào. Màu xanh dương tượng trưng cho biển, cụ thể là vùng biển phía Nam Đại Tây Dương dọc theo đường "bờ biển rộng lớn" của Gabon. Whitney Smith trong quyển Encyclopædia Britannica và Dorling Kindersley trong ấn phẩm Complete Flags of the World mô tả dải màu trung tâm chỉ duy nhất có màu vàng, trong khi quyển The World Factbook của Hoa Kỳ mô tả nó bao gồm cả hai màu vàng và vàng kim.

### Khác biệt
Tỷ lệ cờ của Gabon là 3:4. Tỷ lệ cờ không phổ biến này được quy định bởi luật pháp Gabon, tương tự như những lá cờ của ba quốc gia khác: Cộng hòa Dân chủ Congo (một số nguồn cho rằng tỷ lệ là 2:3), Papua New Guinea và San Marino. Hơn nữa, quốc kỳ Gabon không sử dụng màu xanh lá cây, vàng và đỏ của chủ nghĩa dân tộc châu Phi, trái ngược với quốc kỳ của các nước láng giềng. Cờ Gabon cũng không giống như cờ của các thuộc địa cũ khác của Pháp ở Châu Phi, khi lá cờ này bao gồm một bộ ba màu nằm ngang, thay vì theo chiều dọc được mô phỏng theo lá cờ của Pháp.

## Một số cờ khác từng được sử dụng
| Cờ | Thời gian | Sử dụng                      | Mô tả |
| -- | --------- | ---------------------------- | --- |
|    | 1959–1960 | Cờ của Gabon                 | Các dải màu xanh lá cây và màu xanh dương nằm ngang được phân tách bằng dải màu vàng mỏng hơn ở trung tâm, với Quốc kỳ Pháp ở góc trái trên cùng.                                                         |
|    | 1960–1990 | Hiệu kỳ của Tổng thống Gabon | Một phần ba trên cùng là dải màu xanh lá cây với ba vòng tròn màu vàng. Hai phần ba dưới cùng có nền màu vàng, với một chiếc thuyền treo cờ Gabon ở đuôi thuyền trên biển với ba con sóng màu xanh dương. |
|    | 1990–2016 | Hiệu kỳ của Tổng thống Gabon | Các dải màu xanh lá cây và màu xanh dương nằm ngang ngăn cách bởi một dải màu vàng ở trung tâm, với huy hiệu ở giữa.                                                                                      |